# Yurizan Beltran
Yurizan Beltran lub Yuri Love (ur. 7 listopada 1986 w Los Angeles, zm. 13 grudnia 2017 tamże) – amerykańska aktorka i [[modelka]] pornograficzna pochodzenia meksykańskiego. Miała także korzenie hiszpańskie, francuskie, kanadyjskie i brazylijskie.

## Życiorys

### Wczesne lata
Urodziła się w Los Angeles w stanie Kalifornia. Wychowywała ją matka w Long Beach w Kalifornii. 

### Kariera
Jako modelka wzięła udział w sesjach okładkowych dla magazynów „Lowrider” i „Penthouse”. 
W 2005, w wieku dziewiętnastu lat debiutowała w scenach seksu w filmach porno. 
W ciągu swojej kariery wzięła udział w blisko 200 filmach. 
Do 2010 występowała wyłącznie w scenach seksu dziewczyna/dziewczyna. Jej ekranowymi partnerami byli potem m.in.: Charles Dera w Digital Playground That's My Girl (2010), Latin Adultery 13021 (2011) i Latin Adultery 16 (2012), Danny Mountain w Handy Cock Attack (2011) i This Thing Called Sex 2: The Perfect Life (2011), Derrick Pierce w Latin Adultery 13471 (2011), Latin Adultery 17 (2012), Hard Erotic Massage 3: Touch And Feel (2014), Monster Cock For Her Little Box 4 (2014) i Monster Cock for Her Little Box 5 (2015), Evan Stone w That's What Dads Are For (2011), James Deen w Brazzers Network Ruling With My Pussy (2010) i Wicked Pictures Assume the Position (2013), Johnny Castle w Hot Sexy Tamales (2011) i Hot Sexy Tamales 4: Keeping Cool, Getting Hot (2011), Kris Slater w Housewife 1 on 1 29 (2013), Manuel Ferrara w Big Wet Tits 10 (2010), Prom (2011) i Raw 10 (2012), Mick Blue w Hardcore Sexual Massage 5: Yurizan Beltran (2012), Ramón Nomar w Deposit In Slut (2012) i Big Tits At Work 20 (2013), Ron Jeremy w Christmas Orgy (2012), Scott Nails w Masseuse 2 (2011), Tommy Gunn w Next Top Porn Star (2010) i Gorgeous And Lovely 1: Take Me Right Here In Your Office (2011) oraz Toni Ribas w Masseuse 3 (2011).
Była sześciokrotnie nominowana do nagrody AVN Award, w tym między innymi w kategorii „Najlepsza gwiazda internetowa roku” w 2009 i 2011 czy „Niedoceniana gwiazdka roku” w 2014. 
Wystąpiła jako Jade w komedii romantycznej Rice on White (2017).
Zmarła 13 grudnia 2017 w wieku 31 lat w swoim domu w Los Angeles, w wyniku przedawkowania narkotyków. Ustalono, że zatruła się hydrokodonem, stosowanym jako lek przeciwbólowy i przeciwkaszlowy.

## Nagrody i nominacje
| Rok  | Nagroda    | Kategoria                                        | Film                                 | Inni wykonawcy                   | Rezultat  |
| ---- | ---------- | ------------------------------------------------ | ------------------------------------ | -------------------------------- | --------- |
| 2010 | AVN Award  | Najlepsza scena seksu grupowego samych dziewczyn | Not Monday Night Football XXX (2009) | Lela Star, Mai Ly i Alyssa Reece | Nominacja |
| 2010 | XBIZ Award | Najlepsza internetowa wykonawczyni roku          | –                                    | –                                | Nominacja |
| 2011 | AVN Award  | Najlepsza gwiazda internetowa                    | –                                    | –                                | Nominacja |
| 2012 | Nightmoves | Najlepsza latynoska wykonawczyni                 | –                                    | –                                | Nominacja |
| 2012 | AVN Award  | Niedoceniana gwiazdka roku                       | –                                    | –                                | Nominacja |
| 2013 | Nightmoves | Najlepsza etniczna wykonawczyni                  | –                                    | –                                | Nominacja |
| 2013 | Sex Awards | Najlepsze ciało porno                            | –                                    | –                                | Nominacja |
| 2014 | XRCO Award | Niedoceniana syrena roku                         | –                                    | –                                | Nominacja |
| 2014 | AVN Award  | Niedoceniana gwiazdka roku                       | –                                    | –                                | Nominacja |
| 2014 | XBIZ Award | Najlepsza scena seksu samych dziewczyn           | Lesbians Unchained (2013)            | Allie Haze                       | Nominacja |
| 2015 | AVN Award  | Najlepsze piersi wg fanów                        | –                                    | –                                | Nominacja |
| 2016 | AVN Award  | Najlepsze piersi wg fanów                        | –                                    | –                                | Nominacja |